# Театр Стаса Намина
Театр Стаса Намина — российский театр. Творческой концепцией театра является гармоничное сочетание музыки и драмы в самых разных формах. Основатель, вдохновитель и художественный руководитель — Стас Намин.

## История театра
Московский Театр Музыки и Драмы Стаса Намина был создан в августе 1999 года как совершенно новый театральный коллектив, в котором органически сочетается музыкальное и драматическое искусство. Синтез музыки и драмы вне его канонических форм, таких как классическая опера, оперетта и даже мюзикл и рок-опера, всегда представлялся сколь заманчивым, столь и трудно воплотимым. И, тем не менее, попытки достигнуть подобного синтеза никогда не прекращались. Основа основ — это создание труппы, для которой слово, музыка и движение являются равноправными и абсолютно органичными выразительными средствами, а также создание репертуара, отвечающего поставленным целям.
За первый сезон существования театра была проделана огромная работа: создана первая в стране труппа, где все актёры одинаково профессионально поют, танцуют и играют драматические роли. Силами именно этой труппы поставлены такие разные по жанру спектакли как классический американский рок-мюзикл «Волосы», американская авторская версия которого была показана в ноябре 1999 года в Театре Эстрады, а премьера русской версии состоялась в январе 2000, в театре Юного зрителя в Москве; комедия «Солдат Иван Чонкин» по Владимиру Войновичу, драматическая сюита «Четыре истории» по «Маленьким трагедиям» Александра Пушкина, классическая рок-опера «Иисус Христос — суперзвезда».
Спектакль «Четыре истории» стал первым конкретным шагом в синкретическом жанре, являющемся творческим кредо театра. Премьеры этих спектаклей совпали с открытием нового театрального зала, который вместе с летней площадкой бывшего Зелёного театра, где также идут спектакли Театра Музыки и Драмы, стал частью театрального комплекса. Уютный зал театра на 250 мест, кафе-бар на цокольном этаже, элегантный почти домашний дизайн, создают атмосферу, которая из фойе органично переходит в действие спектаклей, рассчитанных на неформальное камерное восприятие.
С различными спектаклями театр побывал в Нижнем Новгороде, Новокузнецке, Уфе, Белгороде, Санкт-Петербурге и других городах России, а также в Израиле, Германии, Грузии, Америке.

### Концепция театра

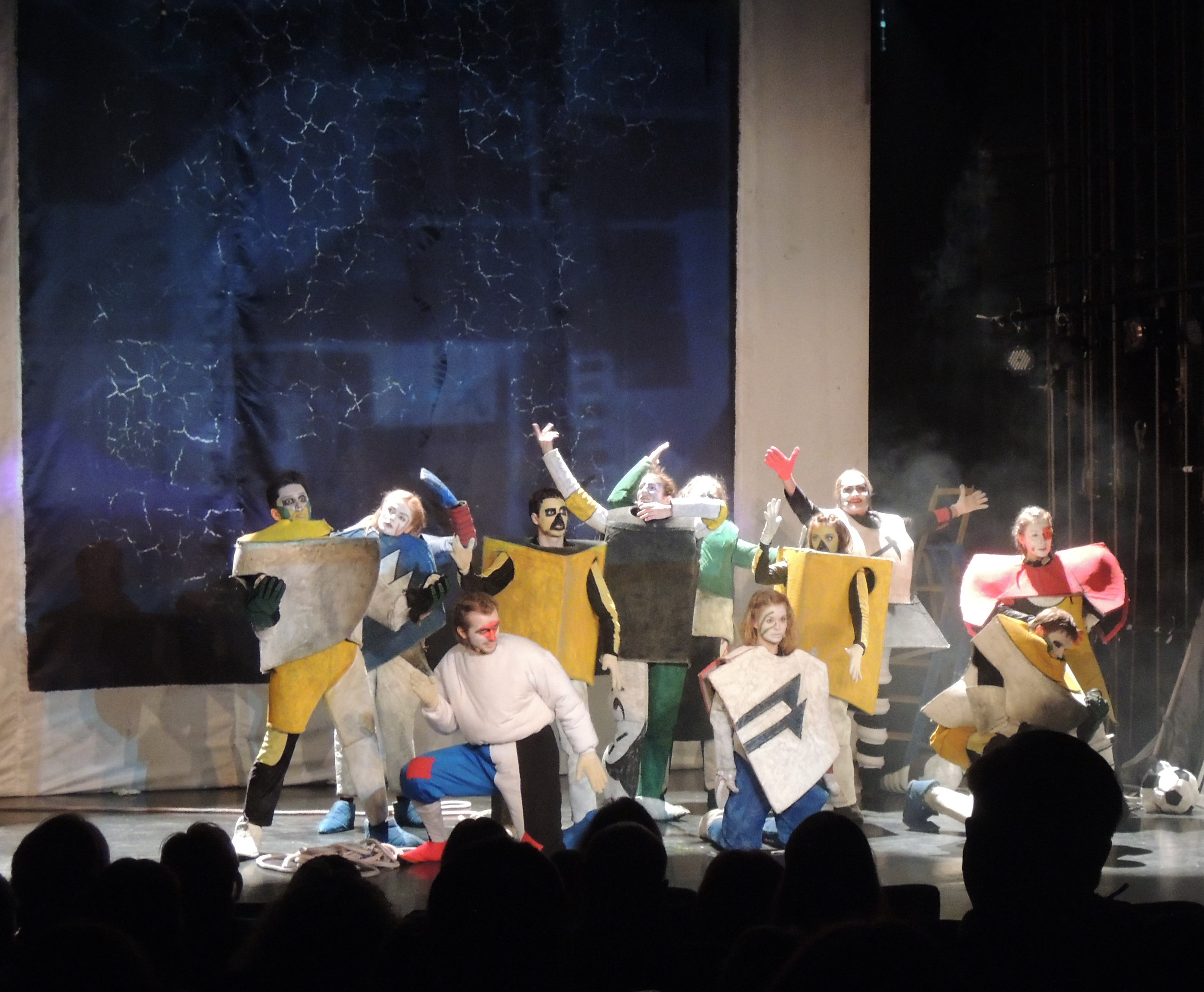
«Победа над Солнцем», 2014

Творческой концепцией театра является гармоничное сочетание музыки и драмы в самых различных формах. В репертуаре театра присутствуют как чисто драматические, так и музыкальные спектакли.
Программным направлением работы театра является поиск равноправного существования в рамках одного сценического произведения музыкального и драматического компонентов, взаимно дополняющих и обогащающих друг друга.
Одним из важных принципов концепции театра является его универсальность. Универсальность как актёрской труппы, так и репертуара. С самого начала критерием отбора актёров в труппу был не только профессионализм в драматическом актёрском искусстве, но и одновременно в вокальном мастерстве и сценическом движении. Это позволило одним и тем же актёрам играть как в чисто драматических спектаклях, таких как «Дом Бернарды Альбы» (Ф. Г. Лорка) и «Навечерье» (Э. Брылль), так и в музыкальных — рок-опера «Иисус Христос — суперзвезда», мюзикл «Волосы», а также в синкретическом жанре драматической сюиты — «Четыре истории» по «Маленьким трагедиям» А. С. Пушкина (где драматические актёры исполняют произведения Орфа и Моцарта).
Практически все роли в спектаклях театра периодически исполняются разными актёрами. Эта взаимозаменяемость не только меняет интерпретацию спектаклей, но и тренирует актёров, давая им возможность более полноценно раскрывать свой талант.
На сегодняшний день в составе труппы около 40 человек, как сугубо драматических актёров, так и артистов-вокалистов, владеющих в то же время драматическим и пластическим искусством. Творческий потенциал труппы достаточно высок, что позволяет реализовывать практически любые постановочные замыслы.
Театр живёт полноценной творческой жизнью, готовит новые премьеры, участвует в фестивалях, ездит на гастроли по стране и за рубежом.

## Труппа

### Актёры
- Богданов Александр
- Бродский Григорий
- Бурлюкало Дарья
- Бутурлина Анна
- Григорьева Юлия
- Гуськов Иван
- Егоров Евгений
- Задонская Людмила
- Задонский Валерий
- Зудина Вера
- Коваленко Светлана
- Колитинов Ефим
- Корчевцева Татьяна
- Кудрявцева Ильина
- Куликова Татьяна
- Куц Яна
- Левина Олеся
- Леликова Лидия
- Лицкевич Олег
- Мазуренко Александр
- Макушкина Анастасия
- Муранов Константин
- Новопашин Николай
- Пак Юлия
- Райкина Нина
- Романов Ян
- Соботковская Александра
- Терехун Ольга
- Туганбаева Карина
- Фёдоров Иван
- Филиппов Владимир
- Шмакова Ильина
- Шугов Андрей
- Якимов Андрей

#### Актёры, ранее работавшие в театре
- Асалиев Бутай
- Балобанова Алёна
- Бурлакова Юлия
- Верхошанская Александра
- Владимиров Виктор
- Горелова Надежда
- Данчук Вета
- Долински Екатерина
- Долински Ласло
- Домнин Андрей
- Дубровин Вадим
- Замотаев Иван
- Исакжанова Илана
- Каданцев Илья
- Казаков Алексей
- Кобяков Дмитрий
- Леванов Павел
- Левон Анна
- Линников Борис
- Макеева Алевтина
- Март Анна
- Меметов Роман
- Нестеров Дмитрий
- Предтеченский Олег
- Прокуратов Александр
- Рязапова Ангелина
- Самохвалова Ирина
- Смердов Александр
- Терентьева Юлия
- Харитонова Анастасия
- Чумаков Олег
- Шатеева Наталья

### Музыканты
- Вильнин Юрий Лазаревич
- Грецинин Александр Васильевич
- Асламазов Алан Викторович
- Шатуновский Андрей Григорьевич

## Спектакли
- «Волосы» — рок-мюзикл в живом музыкальном сопровождении группы «Цветы».
- «Иисус Христос — суперзвезда» — рок-опера в живом музыкальном сопровождении группы «Цветы».
- «Солдат Иван Чонкин», музыкальная комедия по роману Владимира Войновича
- «Дом Бернарды Альбы», драма по одноимённой пьесе Федерико Гарсии Лорки
- «У перекрестка» — детективная драма по пьесе Михаила Барщевского, в которой в роли следователя-рассказчика иногда принимает участие автор пьесы.
- «Пенелопа, или 2+2», музыкальная комедия по пьесе «Пенелопа» Сомерсета Моэма
- «Битломания», музыкальные граффити
- «Портрет Дориана Грея», мюзикл по роману Оскара Уайльда
- «Последнее искушение апостолов»(Wieczernik), по драматической поэме Эрнеста Брыля
- «Тайные знаки», арт-перформанс Екатерины Рыжиковой
- «Три мушкетера», мюзикл по роману Александра Дюма-отца
- «Космос», драматический спектакль по рассказам Василия Шукшина
- «Победа над солнцем», реконструкция оперы Алексея Крученых, Михаила Матюшина, Казимира Малевича
- «Безумный день в замке Альмавивы, или Свадьба Фигаро», опера+ по пьесе Пьера Огюстена де Бомарше
- «Жилец вершин», вокально-хореографическая сюита по мотивам стихотворений Велимира Хлебникова на музыку гр. «АукцЫон»
- «Нью-Йорк. 80-е. Мы!» Автобиографическая постановка Михаила Шемякина
- «В горах мое сердце», гротесковая трагикомедия по рассказам Уильяма Сарояна

### Детские спектакли
- «Бременские музыканты» по пьесе Василия Ливанова, музыка Геннадия Гладкова, стихи Юрия Энтина
- «Снежная королева» по пьесе Евгения Шварца
- «Училка XXII века» по пьесе Виктора Ольшанского
- «Маленький принц», мюзикл по сказке Антуана де Сент-Экзюпери
- «Айболит для детей и взрослых», по мотивам пьесы Вадима Коростылёва «О чём рассказали волшебники»

## Спектакли, снятые с репертуара
- «Оркестр Underground», музыкальная фантасмагория по пьесе Инги Гаручава и Петра Хотяновского
- «Балаганчик» по произведениям Блока
- «Четыре истории» по «Маленьким трагедиям» и стихотворениям Пушкина
- «Стороны света», проект Екатерины Рыжиковой
- «Пять писем» по пьесе Михаила Барщевского
- Арт-Рок-Проект «Время Альбиносов», программа «Выдумывать ветер…»
- «Винни-Пух в стране Туами» по мотивам произведений Алана Александра Милна
- «Алиса в Стране чудес», мюзикл по мотивам сказки Льюиса Кэрролла на основе музыкальной пьесы Владимира Высоцкого
- «Пизанская башня», мелодраматический фарс по пьесе Надежды Птушкиной

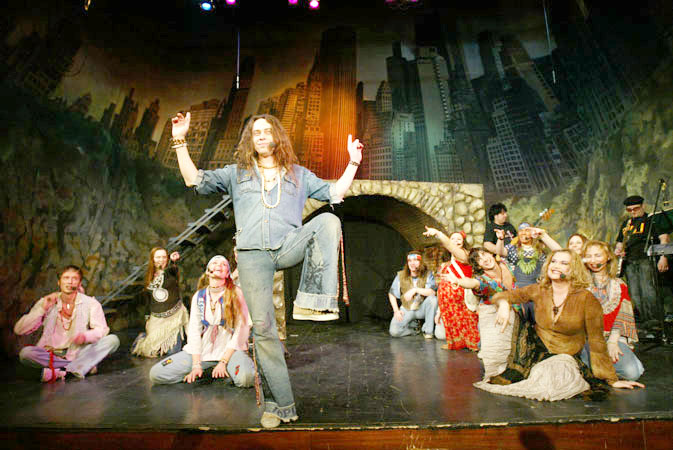
«Волосы». Олег Лицкевич в роли Бергера
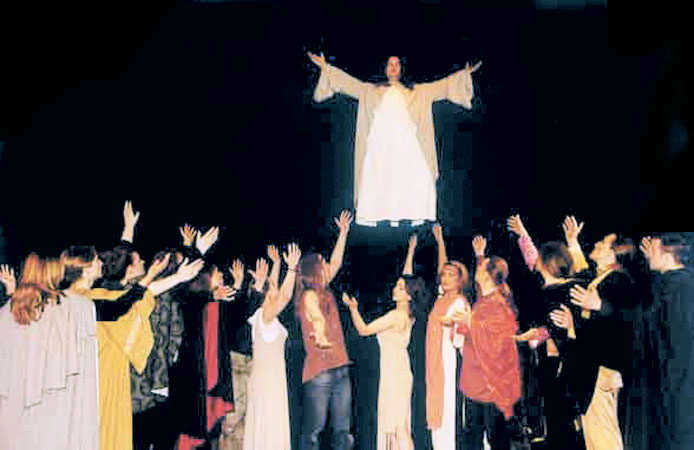
Рок-опера «Иисус Христос – суперзвезда» Олег Предтеченский в роли Иисуса
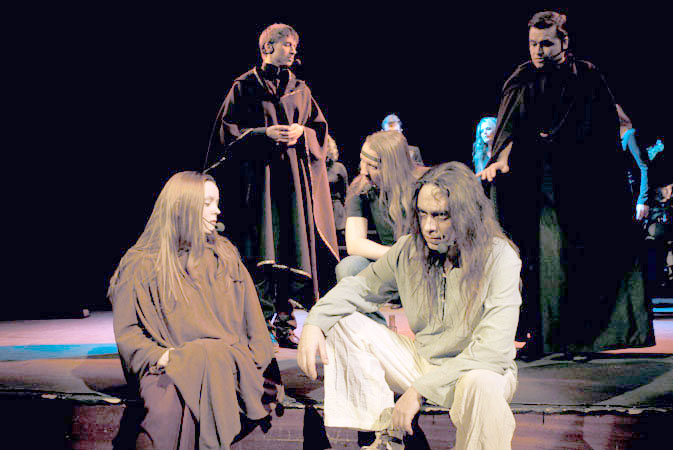
Рок-опера «Иисус Христос – суперзвезда». Олег Лицкевич в роли Иисуса
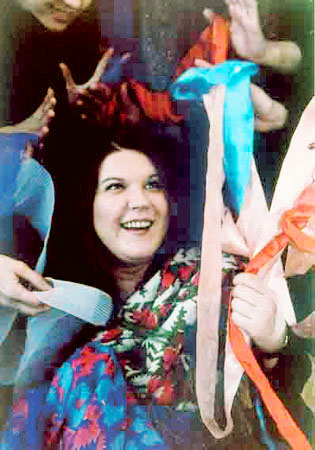
Спектакль «Дом Бернады Альбы». Наталья Шатеева в роли Марии Хосефы
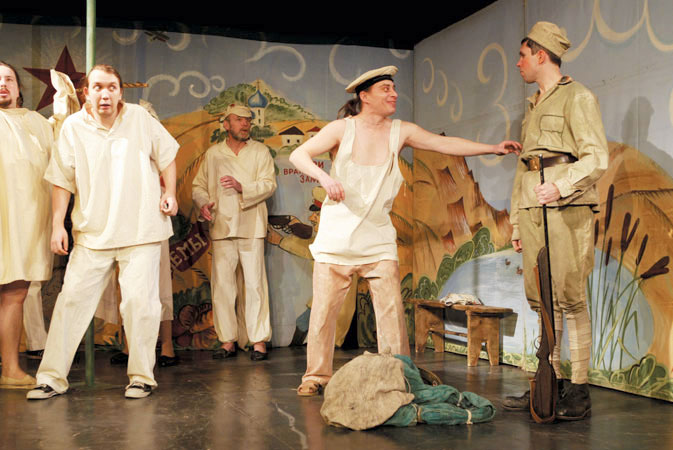
Спектакль «Солдат Иван Чонкин» Борис Линников в роли Ивана Чонкина

## Адрес
Адрес: Москва, Крымский вал, 9, стр. 33

Телефон: 8(499)236-27-16, 8(499)236-27-09